# Георги Ифандиев
Георги Менелаев Ифандиев е български публицист, писател, телевизионен водещ.

## Биография
Роден е на 11 април 1950 г. в София. Завършва Висшия икономически институт „Карл Маркс“ (днес УНСС).
Започва работа по разпределение в тогавашното Държавно търговско предприятие „Филателия“. Бил е журналист на хонорар във вестник „Вечерни новини“, спортен журналист във вестник „Софийски новини“, издание на Агенция „София прес“, и коментатор във вестник „Футбол“, откъдето е уволнен в края на 1988 г. След 1989 г. работи във вестниците „Софийски вести“, „Вести“, „Демокрация“, „Подкрепа“, „Българска корона“, „Експрес“ и „Балканите днес“.
През 1990 г. издава първия частен спортен вестник „Шампион“. През 1993 г. издава антикомунистическия вестник „Огледало“. От 2009 г. пише за електронната медия „Форумът“. Бил е тв водещ на публицистичното предаване „Между редовете“ по телевизия СКАТ и на предаването „Диагноза“ по кабелната телевизия Евроком България.
В книгата си „Сянката на Цион“, част ІІІ, том 2, издадена през 2003 г., Ифандиев се позовава на статия, публикувана в списание „Тема“, брой 49 (62), 9 – 15 декември 2002 г. и изброява имена на българи, членове на масонски ложи. Сред тях е и Константин Тренчев, който през 2005 г. завежда гражданско дело за клевета срещу Ифандиев за твърденията, че Тренчев е масон, комунист, свързан с „Държавна сигурност“ и „псевдосиндикалист“. През 2008 година публицистът е осъден да заплати обезщетение от 15 хиляди лева и при последвалото изпълнително производство задължението му нараства до 32 хиляди лева, докато през 2016 година Тренчев се отказва от правата си, след като е получил едва 4,55 лева. Според самия Ифандиев присъдата се отразява тежко на материалното му положение през следващите години, тъй като в стремежа си да не изплати обезщетението систематично отказва платена работа.
Междувременно Ифандиев завежда дело срещу България в Европейския съд по правата на човека, който преценява, че присъденото обезщетение е прекомерно, и му присъжда обезщетение от 2 хиляди евро за направени съдебни разноски.
От есента на 2011 г. има собствен сайт. До смъртта му предаванията „Диагноза“ се излъчват в сайта му.
Умира на 20 юни 2024 г.
Регулярно е обвинен в антисемитизъм и проруска пропаганда, което дъщерята на Ифндиев отрича.

## Преводи
- Израел Шахак – „Еврейска история, юдейска религия – бремето на 3000 години“, ИК „Огледало“, София, 2004 г., второ издание 2008.
- Д-р Йожи Ландовски – „Червена симфония: Протоколи от разпитите на Кръстьо Раковски в НКВД“, ИК „Огледало“, София, 2009.
- Филип Корсо – „Денят след Розуел“, Том 1 и 2, ИК „Огледало“, София, 2009.
- Джефри М. Смит – „Семената на измамата“, Издателство „Оргон“, София, 2012.
- Джим Марс – „Терористичният заговор“, Издателство „Дилок“, София, 2010.
- Милтън Уилям Куупър – „И видях… сив кон“, ИК „Огледало“, София, 2011.